# 파울 에렌페스트
파울 에렌페스트(독일어: Paul Ehrenfest, 1880–1933)는 오스트리아 태생 이론물리학자다. 통계역학과 양자역학에 기여하였고, 에렌페스트 정리를 증명하였다.

## 생애
빈에서 유대인 가정에 태어났다. 에렌페스트 가문은 원래 모라바 출신이었다. 에렌페스트의 아버지 지그문트 에렌페스트(독일어: Sigmund Ehrenfest)와 어머니 요하나 옐리네크(독일어: Johanna Jellinek)는 구멍가게를 운영하였다.
빈 공과대학교에서 화학을 공부하였으나, 근처의 빈 대학교에서 과목을 들었고, 특히 루트비히 볼츠만의 통계역학 과목을 수강하였다. 1901년 괴팅겐 대학교로 전학하였고, 이곳에서 우크라이나 태생의 수학자이자 미래 배우자인 타티야나 아파나세바(Tatyana A. Afanasyeva)를 만났다. 1904년 6월 23일 빈 대학교에서 박사 학위를 수여받았고, 1904년 12월 21일 아파나세바와 혼인하였다.
에렌페스트 부부는 1906년 9월 괴팅겐으로 다시 돌아갔다. 곧 볼츠만은 심한 우울증으로 인해 9월 6일 자살하였다.
1907년 에렌페스트 부부는 상트페테르부르크로 이사하였으나, 당시 러시아에서는 반유대주의로 인해 정규직을 얻기 힘들었다.
1912년 10월 에렌페스트는 네덜란드 레이던으로 이사하였고, 레이던 대학교에서 교수직을 얻었다. 에렌페스트는 여기서 여생을 보내게 된다.
1931년 경부터 에렌페스트는 옛 지도 교수 볼츠만과 마찬가지로 깊은 우울증에 빠졌다. 1931년 5월 에렌페스트는 닐스 보어에게 편지로 다음과 같이 적었다.
| “ | 이미 이론물리학에 완전히 흥미를 잃었소. 더 이상 아무것도 읽을 수 없고, 수많은 논문과 책들의 홍수 속에서 아무것도 이해할 수 없소이다. 아마 난 더 이상 가망이 없는 것 같다네. I have completely lost contact with theoretical physics. I cannot read anything any more and feel myself incompetent to have even the most modest grasp about what makes sense in the flood of articles and books. Perhaps I cannot at all be helped any more. | ” |

1932년 8월 알베르트 아인슈타인은 절친한 친구인 에렌페스트의 건강이 우려돼 레이던 대학교에서 에렌페스트의 업무를 줄여 달라고 권고하였다. 에렌페스트의 막내 바시크(독일어: Wassik)는 다운 증후군을 앓고 있었고, 암스테르담의 한 병원에서 치료받고 있었다. 1933년 9월 5일 에렌페스트는 이 병원에서 바시크를 총으로 쏜 뒤, 자살하였다.

## 참고 문헌
- Klein, Martin J. (1981). “Not by discoveries alone: The centennial of Paul Ehrenfest”. 《Physica A: Statistical Mechanics and its Applications》 (영어) 106 (1–2): 3–14.
- Navarro, L.; E. Pérez (2006). “Paul Ehrenfest: the genesis of the adiabatic hypothesis, 1911-1914” (PDF). 《Archive for History of Exact Sciences》 60: 209-267. 2016년 3월 3일에 원본 문서 (PDF)에서 보존된 문서. 2013년 11월 22일에 확인함.
- Kramers, H. A. (1933년 10월 28일). “Prof. P. Ehrenfest”. 《Nature》 (영어) 132: 667–667. doi:10.1038/132667a0.
- Pauli, Wolfgang (1933). “Paul Ehrenfest”. 《Naturwissenschaften》 21 (48): 841-843. doi:10.1007/BF01504522. ISSN 0028-1042.
- Uhlenbeck, G. E. (1956). “Reminencences of Professor Paul Ehrenfest”. 《American Journal of Physics》 24: 431-433.
- Guzmán, Ricardo (2012). 《Claroscuros científicos : Paul Ehrenfest y los temas cruciales en el surgimiento de la física moderna》 (스페인어). Pozuelos de Alarcón: Plaza y Valdés. ISBN 9788492751334.